# Parafia Miłosierdzia Bożego w Domatkowie
Parafia Miłosierdzia Bożego w Domatkowie − parafia rzymskokatolicka znajdująca się w diecezji rzeszowskiej w dekanacie kolbuszowskim zachodnim.
Wyodrębniona 5 czerwca 1986 z parafii Kolbuszowa. Kościół parafialny,  murowany, został zbudowany w latach 1983–1986, poświęcony 12 października 1986. Do parafii należą wierni Kościoła rzymskokatolickiego z dwóch wsi: Domatków i Bukowiec.

## Obiekty sakralne w parafii
- Kaplica Św. Ojca Pio w Bukowcu
- Kaplica pw. Matki Bożej Nieustającej Pomocy w Domatkowie (przysiółek Brzezówka)
- Kaplica cmentarna w Domatkowie